# Igor Benevenuto
Igor Junio Benevenuto de Oliveira (Palmeiras de Goiás, Goiás, Brasil, 5 de diciembre de 1980) es un árbitro de fútbol brasileño, afiliado a la Federación Internacional de Fútbol (FIFA) desde el 2021, es también árbitro asistente de video y es el segundo árbitro de la FIFA que ha declarado abiertamente ser homosexual, junto a Tom Harald Hagen. Es enfermero y voluntario en hospitales de Belo Horizonte.

## Vida personal
Benvenuto salió del armario públicamente como gay, convirtiéndose en uno de los pocos árbitros homosexuales en el fútbol profesional reconocidos como tales durante su carrera activa. Después de declararse homosexual, dijo esto:

El fútbol es un deporte que crecí odiando profundamente. No soportaba el ambiente, el machismo y el prejuicio disfrazado de broma. Para sobrevivir en el círculo de niños que vivían en la tierra jugando a la pelota, creé un personaje, una versión de mí mismo enyesado. El fútbol era cosa de 'hombres', y desde pequeño supe que era gay. No había lugar más perfecto para ocultar mi sexualidad. Pero jugar no era una opción duradera, así que tomé el único camino posible: convertirme en árbitro".